# Kinh Tế nhật báo
Kinh Tế nhật báo (tiếng Trung: 经济日报, tiếng Anh: Economic Daily) là một tờ báo nhà nước của Trung Quốc tập trung vào các báo cáo kinh tế. Được thành lập tại Bắc Kinh vào ngày 1 tháng 1 năm 1983, tờ báo là một cơ quan cấp thứ trưởng trực thuộc Quốc vụ viện. Tờ báo được quản lý bởi Ban Tuyên giáo Trung ương Đảng Cộng sản Trung Quốc.

## Lịch sử
Năm 1984, Đặng Tiểu Bình đã viết một dòng chữ cho Kinh Tế nhật báo.
Vào tháng 10 năm 2020, Bộ Ngoại giao Hoa Kỳ đã chỉ định Kinh Tế nhật báo là cơ quan đại diện nước ngoài của Trung Quốc.

### Liên quan
Vào ngày 28 tháng 1 năm 1993, Nhật báo Kinh tế đã đăng một bài báo có tựa đề Nước có thể thực sự trở thành xăng? —— Kỷ lục về doanh nhân tư nhân Vương Hồng Thành và phát minh của ông (水真能变成油吗? ——记民营企业家王洪成与他的发明). Bài báo được viết bởi các phóng viên của Kinh Tế Nhật báo là Ngô Hồng Bác (吴红博) và Lưu Đông Hoa (刘东华) đã ca ngợi "phát minh" biến nước thành xăng của Vương Hồng Thành (王洪成) là "phát minh vĩ đại thứ năm của Trung Quốc" (中国第五大发明) sau tứ đại phát minh truyền thống. Tuy nhiên, công nghệ nước thành xăng (水变油技术) sau đó bị coi là một trò lừa bịp và ngụy khoa học. Vào năm 1998, người khởi xướng nó là Vương Hồng Thành đã bị kết án 10 năm tù.